# Arbeitsgericht Labiau
Das Arbeitsgericht Labiau war ein preußisches Arbeitsgericht mit Sitz in Labiau.

## Geschichte
Gemäß Arbeitsgerichtsgesetz vom 23. Dezember 1926 wurden in Deutschland Arbeitsgerichte gebildet. Diese waren nur in der ersten Instanz unabhängig, die Landesarbeitsgerichte waren den Landgerichten zugeordnet. Am Landgericht Königsberg entstand so 1927 das Landesarbeitsgericht Königsberg als einziges Landesarbeitsgericht im Bezirk des Oberlandesgerichtes Königsberg. In Labiau entstand das Arbeitsgericht Labiau. Sein Sprengel umfasste die Bezirke der Amtsgerichte Labiau und Mehlauken. Es bestand jeweils eine Kammer für Arbeiter und Angestellte. Die zuständige Kammer für Handwerk befand sich am Arbeitsgericht Königsberg (Preußen).
Im Jahre 1945 wurde der Arbeitsgerichtsbezirk unter polnische Verwaltung gestellt, und die deutschen Einwohner wurden vertrieben. Damit endete auch die Geschichte des Arbeitsgerichts Labiau.